# Pakeha manapouri
Pakeha manapouri là một loài nhện trong họ Amaurobiidae.
Loài này thuộc chi Pakeha. Pakeha manapouri được miêu tả năm 1973 bởi Raymond Robert Forster & Wilton.